# Playoffs NBA 1958
Los Playoffs de la NBA de 1958 fueron el torneo final de la temporada 1957-58 de la NBA. Concluyó con la victoria de St. Louis Hawks, campeón de la Conferencia Oeste, sobre Boston Celtics, campeón de la Conferencia Este, por 4-2.
Sería la segunda vez que Celtics y Hawks se encuentran en las Finales de forma consecutiva; se volverían a encontrar dos veces más. Los Celtics ganarían tres series (1957, 1960, 1961) mientras que los Hawks sólo ganarían esta.
Este sería el primero, y hasta la fecha el único, campeonato en la historia de los Hawks. Los de St. Louis conseguirían alcanzar las finales cuatro veces en los cinco años entre 1957 y 1961, pero desde que se desplazaron a Atlanta, Georgia, en 1968, han tenido menos éxito en los playoffs de la NBA.

## Tabla
|  | Semifinales de División | Semifinales de División | Semifinales de División |   |  | Finales de División | Finales de División | Finales de División |  |  | Finales de la NBA | Finales de la NBA | Finales de la NBA |
|  |                         |                         |                         |   |  |                     |                     |                     |  |  |                   |                   |                   |
|  | E3                      | Philadelphia            | 2                       |   |  | E1                  | Boston*             | 4                   |  |  |                   |                   |                   |
|  | E3                      | Philadelphia            | 2                       |   |  | E1                  | Boston*             | 4                   |  |  |                   |                   |                   |
|  | E2                      | Syracuse                | 1                       |   |  | E3                  | Philadelphia        | 1                   |  |  |                   |                   |                   |
|  | E2                      | Syracuse                | 1                       |   |  | E3                  | Philadelphia        | 1                   |  |  |                   |                   |                   |
|  |                         |                         |                         |   |  | División Este       |                     |                     |  |  |                   |                   |                   |
|  |                         |                         |                         |   |  |                     |                     |                     |  |  |                   |                   |                   |
|  |                         |                         |                         |   |  |                     |                     |                     |  |  | E1                | Boston*           | 2                 |
|  |                         |                         |                         |   |  |                     |                     |                     |  |  | E1                | Boston*           | 2                 |
|  |                         | W1                      | St. Louis*              | 4 |  |                     |                     |                     |  |  |                   |                   |                   |
|  |                         |                         |                         |   |  |                     |                     |                     |  |  |                   |                   |                   |
|  |                         |                         |                         |   |  |                     |                     |                     |  |  |                   |                   |                   |
|  |                         |                         |                         |   |  |                     |                     |                     |  |  |                   |                   |                   |
|  | W3                      | Cincinnati              | 0                       |   |  | W1                  | St. Louis*          | 4                   |  |  |                   |                   |                   |
|  | W3                      | Cincinnati              | 0                       |   |  | W1                  | St. Louis*          | 4                   |  |  |                   |                   |                   |
|  | W2                      | Detroit                 | 2                       |   |  | W2                  | Detroit             | 1                   |  |  |                   |                   |                   |
|  | W2                      | Detroit                 | 2                       |   |  | W2                  | Detroit             | 1                   |  |  |                   |                   |                   |
|  |                         |                         |                         |   |  | División Oeste      |                     |                     |  |  |                   |                   |                   |
|  |                         |                         |                         |   |  |                     |                     |                     |  |  |                   |                   |                   |

## Semifinales de División

### Semifinales División Este

#### (2) Syracuse Nationals vs. (3) Philadelphia Warriors
| 15 de marzo                     | Philadelphia Warriors                                                | 82–86                | Syracuse Nationals                                                     |                                                     |  |  |
|                                 | Parciales: 20–31, 24–18, 22–18, 16–19                                |                      |                                                                        |                                                     |  |  |
|                                 | Estadísticas Paul Arizin 24 Graboski, Gola 13 cada uno Jack George 5 | Reporte Pts Reb Asts | Estadísticas Dolph Schayes 22 Red Kerr 22 Schayes, Costello 4 cada uno | Pabellón: Onondaga War Memorial, Syracuse, New York |  |  |
| Syracuse lidera las series, 1–0 |                                                                      |                      |                                                                        |                                                     |  |  |
|                                 |                                                                      |                      |                                                                        |                                                     |  |  |

| 18 de marzo           | Syracuse Nationals                                       | 93–95                | Philadelphia Warriors                                                     |                                                              |  |  |
|                       | Parciales: 16–21, 22–25, 29–23, 26–26                    |                      |                                                                           |                                                              |  |  |
|                       | Estadísticas Dolph Schayes 32 Red Kerr 20 Paul Seymour 4 | Reporte Pts Reb Asts | Estadísticas Joe Graboski 23 Woody Sauldsberry 14 George, Gola 5 cada uno | Pabellón: Philadelphia Civic Center, Filadelfia, Pensilvania |  |  |
| Series empatadas, 1–1 |                                                          |                      |                                                                           |                                                              |  |  |
|                       |                                                          |                      |                                                                           |                                                              |  |  |

| 18 de marzo                       | Philadelphia Warriors                                      | 101–88               | Syracuse Nationals                                         |                                                     |  |  |
|                                   | Parciales: 26–27, 25–19, 24–27, 26–15                      |                      |                                                            |                                                     |  |  |
|                                   | Estadísticas Paul Arizin 25 Joe Graboski 15 Joe Graboski 7 | Reporte Pts Reb Asts | Estadísticas Dolph Schayes 26 Red Kerr 19 Larry Costello 7 | Pabellón: Onondaga War Memorial, Syracuse, New York |  |  |
| Philadelphia gana las series, 2–1 |                                                            |                      |                                                            |                                                     |  |  |
|                                   |                                                            |                      |                                                            |                                                     |  |  |

Este fue el sexto encuentro de playoffs entre estos dos equipos, con los 76ers / Nationals ganando cuatro de los primeros cinco encuentros.
| 1950 | Philadelphia Warriors | 0–2 | Syracuse Nationals |                                            |
|      |                       |     |                    |                                            |
|      |                       |     |                    | Pabellón: 1950 Eastern Division Semifinals |

| 1951 | Philadelphia Warriors | 0–2 | Syracuse Nationals |                                            |
|      |                       |     |                    |                                            |
|      |                       |     |                    | Pabellón: 1951 Eastern Division Semifinals |

| 1952 | Philadelphia Warriors | 1–2 | Syracuse Nationals |                                            |
|      |                       |     |                    |                                            |
|      |                       |     |                    | Pabellón: 1952 Eastern Division Semifinals |

| 1956 | Philadelphia Warriors | 3–2 | Syracuse Nationals |                                        |
|      |                       |     |                    |                                        |
|      |                       |     |                    | Pabellón: 1956 Eastern Division Finals |

| 1957 | Philadelphia Warriors | 0–2 | Syracuse Nationals |                                            |
|      |                       |     |                    |                                            |
|      |                       |     |                    | Pabellón: 1957 Eastern Division Semifinals |

### Semifinales División Oeste

#### (2) Detroit Pistons vs. (3) Cincinnati Royals
| 15 de marzo                    | Cincinnati Royals                     | 83–100      | Detroit Pistons                |                                              |  |  |
|                                | Parciales: 18–32, 18–24, 29–19, 18–25 |             |                                |                                              |  |  |
|                                | Estadísticas Clyde Lovellette 15      | Reporte Pts | Estadísticas George Yardley 29 | Pabellón: Detroit Olympia, Detroit, Míchigan |  |  |
| Detroit lidera las series, 1–0 |                                       |             |                                |                                              |  |  |
|                                |                                       |             |                                |                                              |  |  |

| 16 de marzo                  | Detroit Pistons                       | 124–104     | Cincinnati Royals           |                                                |  |  |
|                              | Parciales: 29–20, 28–27, 28–27, 39–30 |             |                             |                                                |  |  |
|                              | Estadísticas Yardley, Dukes 24 each   | Reporte Pts | Estadísticas Jack Twyman 24 | Pabellón: Cincinnati Gardens, Cincinnati, Ohio |  |  |
| Detroit gana las series, 2–0 |                                       |             |                             |                                                |  |  |
|                              |                                       |             |                             |                                                |  |  |

Este fue el sexto encuentro de playoffs entre estos dos equipos, con los Royals ganando tres de los primeros cinco encuentros mientras que los Pistons tenían su base en Fort Wayne y los Royals tenían su base en Rochester.
| 1950 | Fort Wayne Pistons | 2–0 | Rochester Royals |                                            |
|      |                    |     |                  |                                            |
|      |                    |     |                  | Pabellón: 1950 Central Division Semifinals |

| 1951 | Fort Wayne Pistons | 1–2 | Rochester Royals |                                            |
|      |                    |     |                  |                                            |
|      |                    |     |                  | Pabellón: 1951 Western Division Semifinals |

| 1952 | Fort Wayne Pistons | 0–2 | Rochester Royals |                                            |
|      |                    |     |                  |                                            |
|      |                    |     |                  | Pabellón: 1952 Western Division Semifinals |

| 1953 | Fort Wayne Pistons | 2–0 | Rochester Royals |                                            |
|      |                    |     |                  |                                            |
|      |                    |     |                  | Pabellón: 1953 Western Division Semifinals |

| 1954 | Fort Wayne Pistons | 0–2 | Rochester Royals |                                                        |
|      |                    |     |                  |                                                        |
|      |                    |     |                  | Pabellón: 1954 Western Division Round Robin Semifinals |

## Finales de División

### Finales División Este

#### (1) Boston Celtics vs. (3) Philadelphia Warriors
| 19 de marzo                   | Philadelphia Warriors                                                | 98–107               | Boston Celtics                                        |                                                |  |  |
|                               | Parciales: 20–33, 25–26, 24–25, 29–23                                |                      |                                                       |                                                |  |  |
|                               | Estadísticas Woody Sauldsberry 25 Woody Sauldsberry 12 Paul Arizin 5 | Reporte Pts Reb Asts | Estadísticas Bob Cousy 29 Bill Russell 25 Bob Cousy 8 | Pabellón: Boston Garden, Boston, Massachusetts |  |  |
| Boston lidera las series, 1–0 |                                                                      |                      |                                                       |                                                |  |  |
|                               |                                                                      |                      |                                                       |                                                |  |  |

| 22 de marzo                   | Boston Celtics                                                         | 109–87               | Philadelphia Warriors                                               |                                                              |  |  |
|                               | Parciales: 18–21, 30–28, 30–21, 31–17                                  |                      |                                                                     |                                                              |  |  |
|                               | Estadísticas Bill Sharman 32 Bill Russell 28 Sharman, Cousy 4 cada uno | Reporte Pts Reb Asts | Estadísticas Paul Arizin 25 Joe Graboski 15 George, Beck 4 cada uno | Pabellón: Philadelphia Civic Center, Filadelfia, Pensilvania |  |  |
| Boston lidera las series, 2–0 |                                                                        |                      |                                                                     |                                                              |  |  |
|                               |                                                                        |                      |                                                                     |                                                              |  |  |

| 23 de marzo                   | Philadelphia Warriors                                      | 92–106               | Boston Celtics                                            |                                                |  |  |
|                               | Parciales: 28–26, 20–22, 20–28, 24–30                      |                      |                                                           |                                                |  |  |
|                               | Estadísticas Paul Arizin 25 Joe Graboski 15 Joe Graboski 8 | Reporte Pts Reb Asts | Estadísticas Bill Sharman 27 Bill Russell 40 Bob Cousy 14 | Pabellón: Boston Garden, Boston, Massachusetts |  |  |
| Boston lidera las series, 3–0 |                                                            |                      |                                                           |                                                |  |  |
|                               |                                                            |                      |                                                           |                                                |  |  |

| 26 de marzo                   | Boston Celtics                                                        | 97–112               | Philadelphia Warriors                                              |                                                              |  |  |
|                               | Parciales: 16–23, 25–22, 29–34, 27–33                                 |                      |                                                                    |                                                              |  |  |
|                               | Estadísticas Tom Heinsohn 20 Bill Russell 21 Cousy, Ramsey 5 cada uno | Reporte Pts Reb Asts | Estadísticas Gola, Arizin 31 each Neil Johnston 17 Neil Johnston 7 | Pabellón: Philadelphia Civic Center, Filadelfia, Pensilvania |  |  |
| Boston lidera las series, 3–1 |                                                                       |                      |                                                                    |                                                              |  |  |
|                               |                                                                       |                      |                                                                    |                                                              |  |  |

| 27 de marzo                 | Philadelphia Warriors                                       | 88–93                | Boston Celtics                                                        |                                                |  |  |
|                             | Parciales: 15–20, 29–21, 23–25, 21–27                       |                      |                                                                       |                                                |  |  |
|                             | Estadísticas Paul Arizin 28 Woody Sauldsberry 18 Tom Gola 6 | Reporte Pts Reb Asts | Estadísticas Heinsohn, Ramsey 22 cada uno Bill Russell 30 Bob Cousy 5 | Pabellón: Boston Garden, Boston, Massachusetts |  |  |
| Boston gana las series, 4–1 |                                                             |                      |                                                                       |                                                |  |  |
|                             |                                                             |                      |                                                                       |                                                |  |  |

Éste fue el primer enfrentamiento en playoffs entre ambos equipos.

### Finales División Oeste

#### (1) St. Louis Hawks vs. (2) Detroit Pistons
| 19 de marzo                      | Detroit Pistons                       | 111–114     | St. Louis Hawks             | |  |  |
|                                  | Parciales: 30–23, 32–35, 28–26, 21–30 |             |                             | |  |  |
|                                  | Estadísticas Gene Shue 29             | Reporte Pts | Estadísticas Cliff Hagan 38 | Pabellón: Kiel Auditorium, San Luis, Misuri Asistencia: 7328 espectadores Árbitros: Mendy Rudolph, Jim Duffy |  |  |
| St. Louis lidera las series, 1–0 |                                       |             |                             | |  |  |
|                                  |                                       |             |                             | |  |  |

| 22 de marzo                      | St. Louis Hawks                       | 99–96       | Detroit Pistons                |                                                                                                  |  |  |
|                                  | Parciales: 29–28, 32–22, 13–27, 25–19 |             |                                |                                                                                                  |  |  |
|                                  | Estadísticas Cliff Hagan 27           | Reporte Pts | Estadísticas George Yardley 26 | Pabellón: University of Detroit Fieldhouse, Detroit, Míchigan Árbitros: Mendy Rudolph, Jim Duffy |  |  |
| St. Louis lidera las series, 2–0 |                                       |             |                                |                                                                                                  |  |  |
|                                  |                                       |             |                                |                                                                                                  |  |  |

| 23 de marzo                      | Detroit Pistons                       | 109–89      | St. Louis Hawks             | |  |  |
|                                  | Parciales: 35–21, 20–23, 23–15, 31–30 |             |                             | |  |  |
|                                  | Estadísticas George Yardley 31        | Reporte Pts | Estadísticas Cliff Hagan 29 | Pabellón: Kiel Auditorium, San Luis, Misuri Asistencia: 9321 espectadores Árbitros: Mendy Rudolph, Jim Duffy |  |  |
| St. Louis lidera las series, 2–1 |                                       |             |                             | |  |  |
|                                  |                                       |             |                             | |  |  |

| 25 de marzo                      | St. Louis Hawks                       | 145–101     | Detroit Pistons                         |                                              |  |  |
|                                  | Parciales: 40–20, 32–24, 31–26, 42–31 |             |                                         |                                              |  |  |
|                                  | Estadísticas Cliff Hagan 28           | Reporte Pts | Estadísticas Yardley, Dukes 16 cada uno | Pabellón: Detroit Olympia, Detroit, Míchigan |  |  |
| St. Louis lidera las series, 3–1 |                                       |             |                                         |                                              |  |  |
|                                  |                                       |             |                                         |                                              |  |  |

| 27 de marzo                    | Detroit Pistons                         | 96–120      | St. Louis Hawks             | |  |  |
|                                | Parciales: 20–18, 22–31, 26–39, 28–32   |             |                             | |  |  |
|                                | Estadísticas Yardley, Dukes 18 cada uno | Reporte Pts | Estadísticas Cliff Hagan 32 | Pabellón: Kiel Auditorium, San Luis, Misuri Asistencia: 7661 espectadores Árbitros: Mendy Rudolph, Jim Duffy |  |  |
| St. Louis gana las series, 4–1 |                                         |             |                             | |  |  |
|                                |                                         |             |                             | |  |  |

Esta fue la segunda confrontación de playoffs entre estos dos equipos, con los Pistons ganando la primera mientras tenían su base en Fort Wayne.
| \| 1956 \| Fort Wayne Pistons \| 3–2 \| St. Louis Hawks \| \| \| \| \| \| \| \| \| \| \| \| \| Pabellón: 1956 Western Division Finals \| |                    |     |                 |                                        |
| 1956 | Fort Wayne Pistons | 3–2 | St. Louis Hawks |                                        |
| |                    |     |                 |                                        |
| |                    |     |                 | Pabellón: 1956 Western Division Finals |

## Finales de la NBA: (E1) Boston Celtics vs. (W1) St. Louis Hawks
| 29 de marzo                      | St. Louis Hawks                           | 104–102         | Boston Celtics                            | |  |  |
|                                  | Parciales: 17–23, 42–30, 21–30, 24–19     |                 |                                           | |  |  |
|                                  | Estadísticas Cliff Hagan 33 Bob Pettit 19 | Reporte Pts Reb | Estadísticas Bob Cousy 27 Bill Russell 29 | Pabellón: Boston Garden, Boston, Massachusetts Asistencia: 3652 espectadores Árbitros: Arnie Heft, Mendy Rudolph |  |  |
| St. Louis lidera las series, 1–0 |                                           |                 |                                           | |  |  |
|                                  |                                           |                 |                                           | |  |  |

| 30 de marzo           | St. Louis Hawks                            | 112–136         | Boston Celtics                            |                                                                                |  |  |
|                       | Parciales: 25–33, 35–35, 28–38, 24–30      |                 |                                           |                                                                                |  |  |
|                       | Estadísticas Cliff Hagan 37 Cliff Hagan 12 | Reporte Pts Reb | Estadísticas Bob Cousy 25 Bill Russell 27 | Pabellón: Boston Garden, Boston, Massachusetts Asistencia: 10 249 espectadores |  |  |
| Series empatadas, 1–1 |                                            |                 |                                           |                                                                                |  |  |
|                       |                                            |                 |                                           |                                                                                |  |  |

| 2 de abril                       | Boston Celtics                               | 108–111         | St. Louis Hawks                          |                                                                             |  |  |
|                                  | Parciales: 25–23, 24–26, 26–34, 33–28        |                 |                                          |                                                                             |  |  |
|                                  | Estadísticas Frank Ramsey 29 Bill Russell 13 | Reporte Pts Reb | Estadísticas Bob Pettit 32 Bob Pettit 19 | Pabellón: Kiel Auditorium, San Luis, Misuri Asistencia: 10 148 espectadores |  |  |
| St. Louis lidera las series, 2–1 |                                              |                 |                                          |                                                                             |  |  |
|                                  |                                              |                 |                                          |                                                                             |  |  |

| 5 de abril            | Boston Celtics                                       | 109–98          | St. Louis Hawks                           |                                                                             |  |  |
|                       | Parciales: 25–16, 32–35, 27–20, 25–27                |                 |                                           |                                                                             |  |  |
|                       | Estadísticas Bob Cousy 24 tres jugadores 13 cada uno | Reporte Pts Reb | Estadísticas Cliff Hagan 27 Bob Pettit 17 | Pabellón: Kiel Auditorium, San Luis, Misuri Asistencia: 10 216 espectadores |  |  |
| Series empatadas, 2–2 |                                                      |                 |                                           |                                                                             |  |  |
|                       |                                                      |                 |                                           |                                                                             |  |  |

| 9 de abril                       | St. Louis Hawks                          | 102–100         | Boston Celtics                               |                                                                                |  |  |
|                                  | Parciales: 26–18, 32–25, 26–27, 18–30    |                 |                                              |                                                                                |  |  |
|                                  | Estadísticas Bob Pettit 33 Bob Pettit 21 | Reporte Pts Reb | Estadísticas Frank Ramsey 30 Tom Heinsohn 20 | Pabellón: Boston Garden, Boston, Massachusetts Asistencia: 13 909 espectadores |  |  |
| St. Louis lidera las series, 3–2 |                                          |                 |                                              |                                                                                |  |  |
|                                  |                                          |                 |                                              |                                                                                |  |  |

| 12 de abril                    | Boston Celtics                              | 109–110         | St. Louis Hawks                          |                                                                             |  |  |
|                                | Parciales: 18–22, 34–35, 25–21, 32–32       |                 |                                          |                                                                             |  |  |
|                                | Estadísticas Bill Sharman 26 Arnie Risen 13 | Reporte Pts Reb | Estadísticas Bob Pettit 50 Bob Pettit 19 | Pabellón: Kiel Auditorium, San Luis, Misuri Asistencia: 10 216 espectadores |  |  |
| St. Louis gana las series, 4–2 |                                             |                 |                                          |                                                                             |  |  |
|                                |                                             |                 |                                          |                                                                             |  |  |

- Último partido en la NBA para Andy Phillip y Arnie Risen.
- Los 50 puntos de Bob Pettit empataron el récord de anotación en playoff en aquel momento.

Este fue el segundo encuentro de playoffs entre estos dos equipos, con los Celtics ganando el primer encuentro.
| \| 1957 \| Boston Celtics \| 4–3 \| St. Louis Hawks \| \| \| \| \| \| \| \| \| \| \| \| \| Pabellón: 1957 NBA Finals \| |                |     |                 |                           |
| 1957 | Boston Celtics | 4–3 | St. Louis Hawks |                           |
| |                |     |                 |                           |
| |                |     |                 | Pabellón: 1957 NBA Finals |